# عربي بوست
عربي بوست (هافينغتون بوست عربي سابقا) هو موقع إخباري باللغة العربية أسسه وضاح خنفر المدير التنفيذي السابق لشبكة الجزيرة الإعلامية القطرية كنسخة مع هافينغتون بوست. كان من المقرر إطلاق الموقع في النصف الأول من 2015، إلا أنه انطلق في 27 يوليو من العام. وتوقف عن العمل منذ 31 مارس 2018 وانطلاق موقع عربي بوست.

## التأسيس
أسسه الإعلامي الفلسطيني والمدير العام السابق لشبكة الجزيرة وضاح خنفر الرئيس المدير العام لشركة «إنتجرال ميديا ستراتيجيس» ويرأس تحريره الصحفي أنس فودة رئيس التحرير السابق لموقع إم بي سي.نت وأحد مؤسسي موقع العربية.نت، والموقع هو النسخة الأولى باللغة العربية من مواقع هافنغتون بوست.اُختيرت لندن مقرا للموقع ليكون «متوازنا وبعيدا عن التجاذبات السياسية والتحيز الإيديولوجية» حسب قول خنفر.

## الإغلاق
يرجع سبب إغلاق الموقع، وهذا حسب بعض التقارير الصحفية أن سبب إغلاق «هافينغتون بوست عربي» النسخة عربية من الموقع الإخباري الأمريكي «هاف بوست» (HuffPost)، وهذا من أجل إعادة تقييم لتجربة العمل للموقع وذلك خلال الثلاث السنوات الأخيرة. وهذا التقييم أتى سلبا على نتيجة تناول الموضوعات والمواد الإخبارية المنشورة على الموقع بالإضافة إلى قيام الهيئة التحريرية القائمة على صياغة النشرات والتقارير الإخبارية المنشورة، بتبني اتجاهات سياسية مغايرة، مما أثر سلبا على كيفية وطريقة النشر بالموقع.
وجاء هذا القرار خلال اللقاء الإداري لموقع «هاف بوست» (HuffPost) لتقييم النسخة العربية منه ومدى تأثيرها سلبا على المصدقية المرتبطة بالاسم التجاري للموقع العربي على غرار نسخته الأصلية، ويذكر أن ملكية الموقع تعود إلى شركة «انتيغرال ميديا ستراتيجيز ليميتد» وهي شركة مسجّلة في لندن، ويتشارك في إدارتها المدير العام السابق لقناة «الجزيرة» وضّاح خنفر، وهو من اقترح إنشاء نسخة عربية منه.